# Forest City (Pennsylvania)
Forest City is een plaats (borough) in de Amerikaanse staat Pennsylvania, en valt bestuurlijk gezien onder Susquehanna County.

## Demografie
Bij de volkstelling in 2000 werd het aantal inwoners vastgesteld op 1855. In 2006 is het aantal inwoners door het United States Census Bureau geschat op 1776, een daling van 79 (-4,3%).

## Geografie
Volgens het United States Census Bureau beslaat de plaats een oppervlakte van 2,4 km², waarvan 2,3 km² land en 0,1 km² water. Forest City ligt op ongeveer 523 m boven zeeniveau.

## Plaatsen in de nabije omgeving
De onderstaande figuur toont nabijgelegen plaatsen in een straal van 16 km rond Forest City.